# Maňa
Maňa – duża wieś (obec) w południowo-zachodniej Słowacji w kraju nitrzańskim, w powiecie Nowe Zamki.

## Położenie
Leży na Nizinie Naddunajskiej, na obu brzegach Žitavy, 11 km na północny wschód od Šuran. Przez wieś biegnie linia kolejowa Šurany – Zlaté Moravce oraz droga nr 511 Bajč - Zlaté Moravce.

## Historia
Powstała w 1962 r. przez połączenie starszych wsi Veľká Maňa (na prawym brzegu Žitavy) i Malá Maňa (na lewym brzegu). Tereny obu tych jednostek osadniczych są znane z bogatych znalezisk archeologicznych, dokumentujących osadnictwo od neolitu po wczesne średniowiecze (osady i cmentarzyska słowiańskie). Veľká Maňa była wspominana po raz pierwszy w 1249 r., Malá Maňa – w 1237. Obie należały do feudalnego „państwa” z siedzibą na zamku Hlohovec. Obecnie w obydwu częściach wsi zachowane przykłady ludowego budownictwa.